# Agrositanion pinalenoensis
Agrositanion pinalenoensis är en gräsart som beskrevs av Pyrah. Agrositanion pinalenoensis ingår i släktet Agrositanion och familjen gräs. Inga underarter finns listade i Catalogue of Life.